# Lista över Iraks statsöverhuvuden
Lista över Iraks statsöverhuvuden (president eller kung). För Iraks regeringschef, se Iraks premiärminister.
| Regeringstid     | Namn                                           | Levnadstid |
| President        |                                                |            |
| 1920-1921        | Abdul Rahman al-Haidari al-Kailani             | 1849-1929  |
| Kungar           |                                                |            |
| 1921-1933        | Faisal I                                       | 1885-1933  |
| 1933-1939        | Ghazi I                                        | 1912-1939  |
| 1939-1941        | Abdul Illah (regent)                           | 1914-1958  |
| 1941-1941        | Sharaf Fawwaz (regent)                         |            |
| 1941-1953        | Abdul Illah (regent)                           | 1914-1958  |
| 1939 (1953)-1958 | Faisal II                                      | 1935-1958  |
| Presidenter      |                                                |            |
| 1958-1963        | Muhammad Najib ar-Ruba'i                       | 1904-1965  |
| 1963-1966        | Abdul Salam Arif                               | 1921-1966  |
| 1966             | Abdul Rahman al-Bazzaz                         | 1913-1973  |
| 1966-1968        | Abdul Rahman Arif                              | 1916-2007  |
| 1968-1979        | Ahmed Hassan al-Bakr                           | 1914-1982  |
| 1979-2003        | Saddam Hussein                                 | 1937-2006  |
| 2003             | Vakant                                         |            |
| 2003-2004        | Iraks styrande råd (kollektivt statsöverhuvud) |            |
| 2004-2005        | Ghazi al-Yawer                                 | f. 1958    |
| 2005-2014        | Jalal Talabani                                 | 1933-2017  |
| 2014-2018        | Fuad Masum                                     | f. 1938    |
| 2018-2022        | Barham Salih                                   | f. 1960    |
| 2022-            | Abdul Latif Rashid                             | f. 1944    |